# Euscelus championi
Euscelus championi es una especie de coleóptero de la familia Attelabidae.

## Distribución geográfica
Habita en Panamá.